# 北見滝ノ上駅

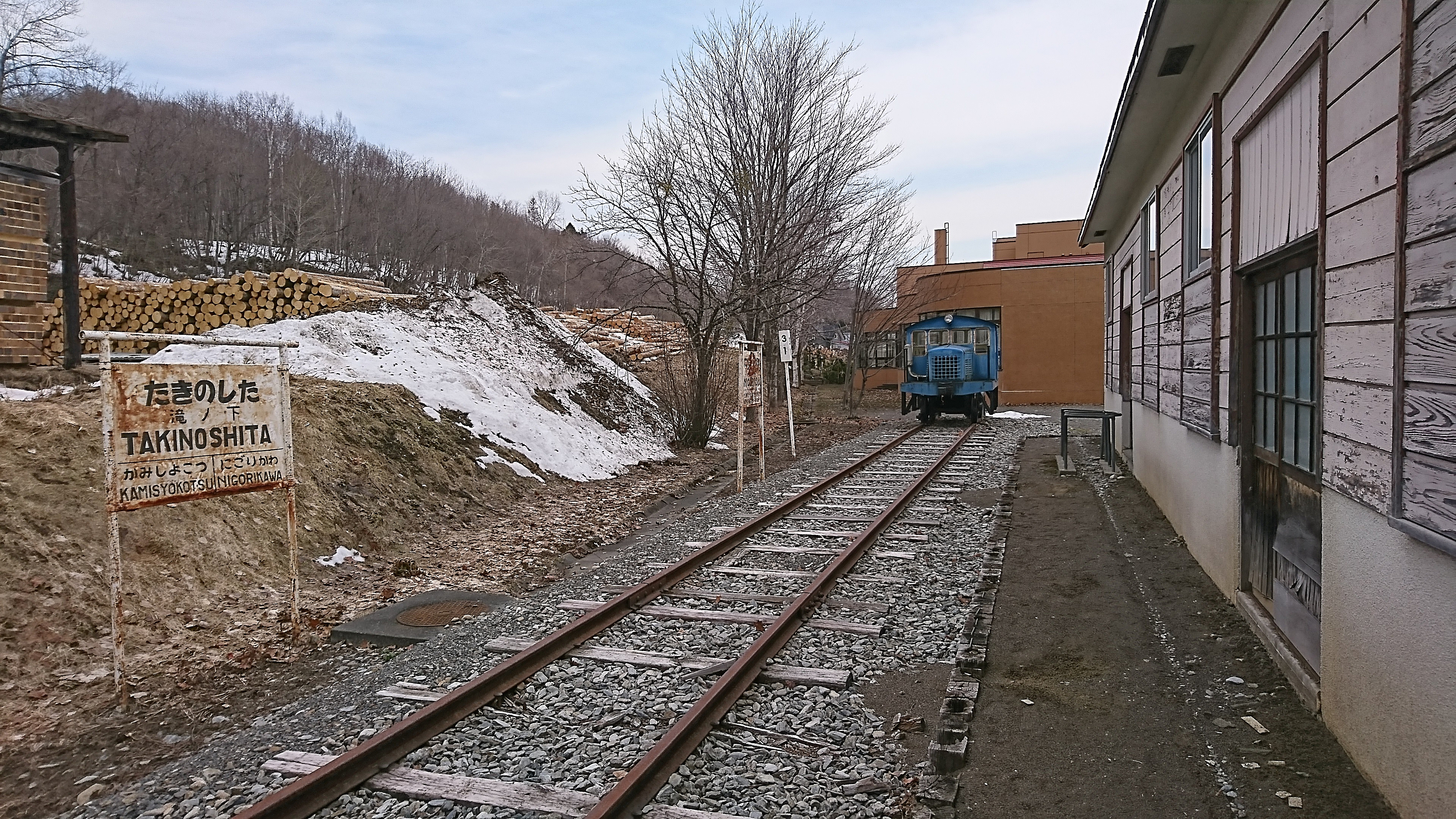
北見滝ノ上駅舎裏の貨車移動機

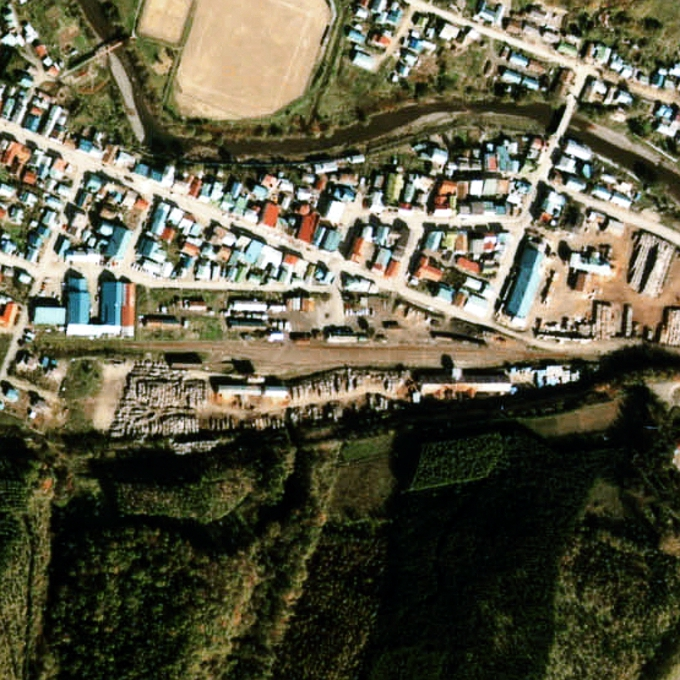
1978年の北見滝ノ上駅と周囲約500m範囲。右が渚滑方面。単式ホーム1面1線と駅舎横の貨物ホームに引込み線、数本の仕分線と駅裏に転車台の残された車庫を持っている。

北見滝ノ上駅（きたみたきのうええき）は、北海道紋別郡滝上町栄町にあった日本国有鉄道（国鉄）渚滑線の駅（廃駅）である。電報略号はキタ。事務管理コードは▲122306。

## 歴史
- 1923年（大正12年）11月5日 - 鉄道省渚滑線渚滑駅 - 当駅間開通に伴い開業[3]。一般駅[1]。
- 1949年（昭和24年）6月1日 - 公共企業体である日本国有鉄道に移管。
- 1954年（昭和29年） - 駅舎一部改築[4]。
- 1970年（昭和45年） - 駅売店廃止[4]。
- 1978年（昭和53年）12月1日 - 貨物取扱い廃止[1]。
- 1984年（昭和59年）2月1日 - 荷物取扱い廃止[1]。
- 1985年（昭和60年）4月1日 - 渚滑線の廃線に伴い廃止となる[1]。

### 駅名の由来
所在地名（町名）より。開業時すでに夕張線（現：石勝線）滝ノ上駅（現：滝ノ上信号場）が存在していたため、旧国名の「北見」を冠する。

## 駅構造
廃止時点で、単式ホーム1面1線を有する地上駅で、同線の終端駅であった。ホームは線路の北側（北見滝ノ上方面に向かって右手側）に存在した。そのほか渚滑方から駅舎側に分岐し駅舎東側のホーム切欠き部分の貨物ホームへの旧貨物側線を1線と、貨物側線の手前より分岐し構内の南側をめぐり発着線の延長で収束する形の引き上げ線（旧4番線）、およびその途中東側から南西側へ分岐した、転車台が残存する車庫線を1線有していた。かつては貨物列車の運行があった名残で構内は広く取られており、貨物最盛期の1955年（昭和30年）頃は5番線まで存在し、貨物線や積卸線も有していたが、1983年（昭和58年）時点では大部分の側線が撤去されていた。
職員配置駅となっており、駅舎は構内の北側に位置しホーム中央部分に接していた。開業時からの木造モルタル塗りの比較的大きな駅舎であった。
貨物列車は原木が主体であった。貨物列車廃止後も駅構内は製材所や貯木場に囲まれていた。

### 駅跡
旧駅構内は滝上町により「北見滝ノ上駅舎記念館」として整備されている。駅舎は少し南側（山側）に移設され、舎内に当時の時刻表、駅名標、行先標、乗車券、備品などの渚滑線関連資料が保存・展示されている。また舎外には標識や一部の線路が保存され、ロッド式の古典的貨車移動機が静態保存・展示されている。
駅前のロータリーも復元されており、「滝上」停留所が設置され、渚滑線廃止代替バスなど北紋バスの路線バスや、旭川・札幌方面が発着する。
また、1997年（平成9年）11月時点で滝上市街を流れている川に架かっていた鉄橋跡を「虹の橋」という観光展望台に整備し、春には名物のシバザクラ観望用に利用されている。

## 利用状況
乗車人員の推移は以下のとおり。年間の値のみ判明している年については、当該年度の日数で除した値を括弧書きで1日平均欄に示す。乗降人員のみが判明している場合は、1/2した値を括弧書きで記した。
| 年度               | 乗車人員    | 乗車人員 | 出典   | 備考                  |
| 年度               | 年間        | 1日平均  | 出典   | 備考                  |
| ------------------ | ----------- | -------- | ------ | --------------------- |
| 1926年（大正15年） | (49,889.0)  | (136.6)  | [ 12 ] | 年間乗降客：99,778人  |
| 1936年（昭和11年） | (37,339.5)  | (102.3)  | [ 12 ] | 年間乗降客：74,679人  |
| 1950年（昭和25年） | (98,287.0)  | (269.2)  | [ 12 ] | 年間乗降客：196,574人 |
| 1957年（昭和32年） | (166,676.5) | (456.6)  | [ 12 ] | 年間乗降客：333,353人 |
| 1965年（昭和40年） | (112,009.0) | (306.0)  | [ 12 ] | 年間乗降客：224,018人 |
| 1970年（昭和45年） | (81,412.0)  | (223.0)  | [ 12 ] | 年間乗降客：162,824人 |
| 1973年（昭和48年） | (57,278.0)  | (156.9)  | [ 12 ] | 年間乗降客：114,556人 |
| 1974年（昭和49年） | (61,617.0)  | (168.8)  | [ 12 ] | 年間乗降客：123,234人 |
| 1978年（昭和53年） |             | 114      | [ 13 ] |                       |
| 1981年（昭和56年） |             | (44.5)   | [ 7 ]  | 1日乗降客：89人       |

## 駅周辺
- 北海道道61号士別滝の上線
- 国道273号（渚滑国道）
- 滝上町役場
- 滝上町文化センター・図書館
- 滝上神社
- 渚滑川、サクルー川
- 滝上公園 - シバザクラの名所。
- 錦仙峡（滝上渓谷） - 白亜の滝、蛟龍の滝、白馬の滝、洛陽の滝など。
- 渓谷公園 - 渓流下り、釣りなど。
- 郷土資料館 - 9600形蒸気機関車39628号機[14]と、それに連結してキ100形ラッセル式除雪車キ277号機を静態保存・展示している[15]。また渚滑線の行先標や鉄道模型も保存・展示されている。
- 道の駅香りの里たきのうえ - 渚滑線廃線後の開設。敷地の一部に線路跡が利用されている。
- 陽殖園 - 個人の手による花園。

## 隣の駅
日本国有鉄道
渚滑線
濁川駅 - 北見滝ノ上駅